# Beknelling

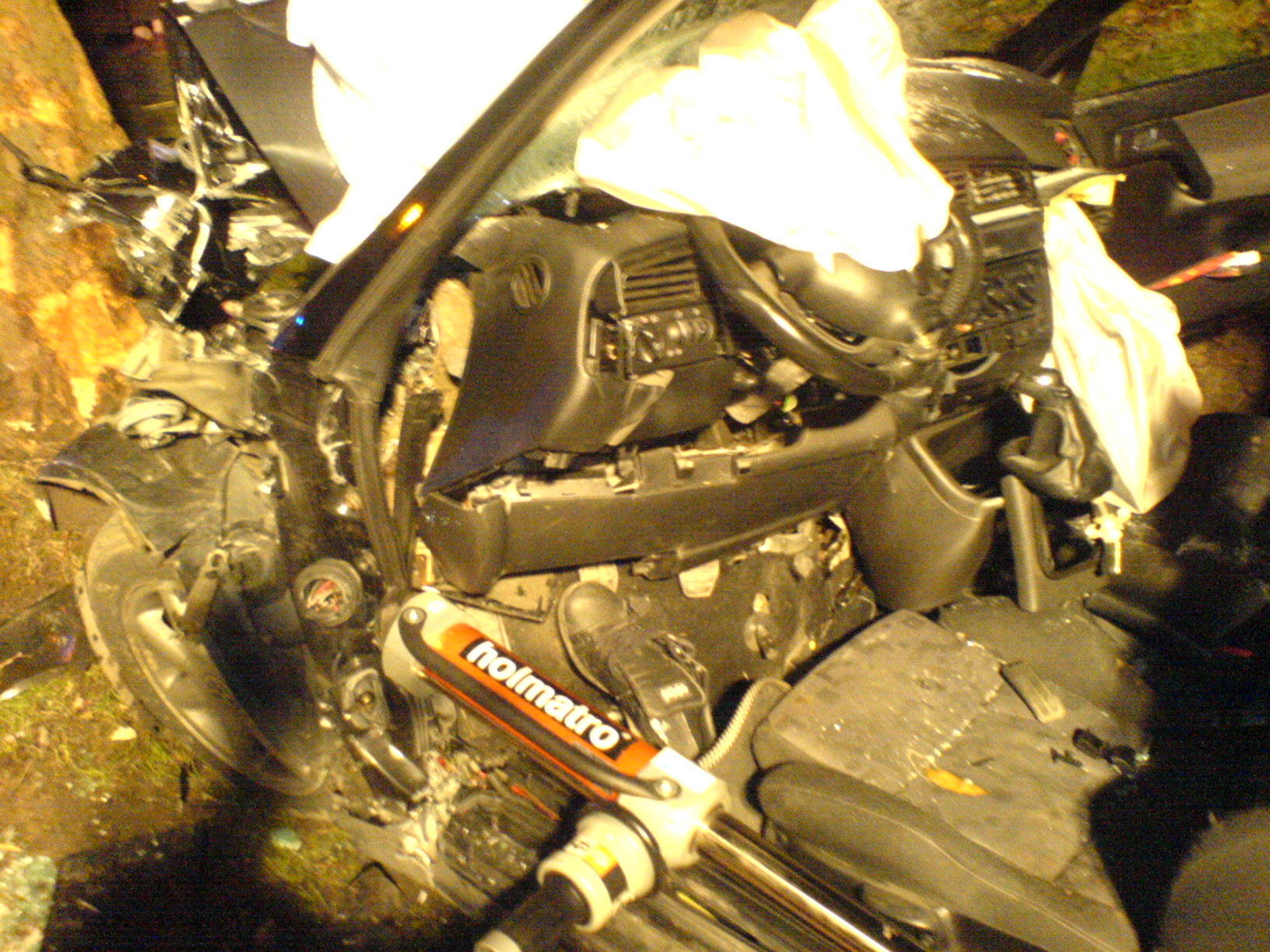
Een ram in gebruik bij het uiteendrukken van een auto om een beknelde bestuurder te bevrijden.

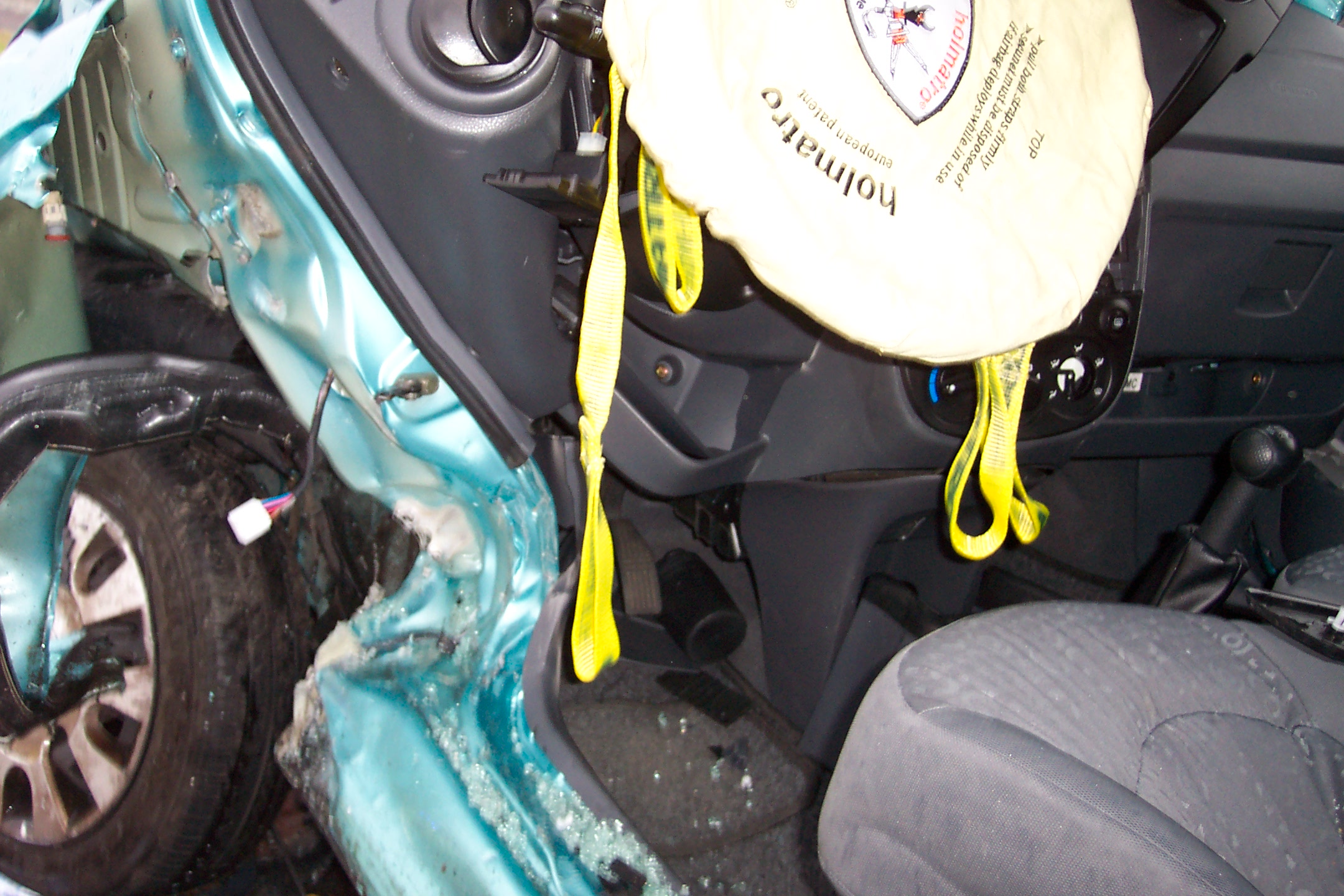
Een door een aanrijding vervormde beenruimte, het stuur is afgedekt met een hoes.

Bij de brandweer wordt over een beknelling gesproken als een slachtoffer zich in een positie bevindt waar hij/zij zichzelf niet meer zelfstandig uit kan krijgen omdat een of meerdere lichaamsdelen ingeklemd zijn tussen objecten of omdat er ernstig letsel is.

## Indeling
Bij de brandweer in België wordt een beknelling ingedeeld in drie verschillende soorten:
- Mechanische beknelling: bij dit soort beknelling bevindt het slachtoffer zich in een ruimte die hij niet meer zelfstandig kan verlaten, zonder dat het slachtoffer noodzakelijk gewond hoeft te zijn. Bijvoorbeeld een auto die vast is komen te zitten in een gracht waardoor de deuren niet meer open kunnen draaien.
- Fysieke beknelling type 1: bij dit soort beknelling is het slachtoffer gewond en kan hij door het letsel de ruimte niet zelfstandig verlaten. Bijvoorbeeld een auto waarvan de deuren nog open kunnen, maar met een slachtoffer erin met een vermoed letsel aan de wervelkolom die daarom niet meer mag bewegen.
- Fysieke beknelling type 2: bij dit soort beknelling zit het slachtoffer door van buitenaf inwerkend geweld daadwerkelijk vast in de ruimte. Bijvoorbeeld een auto waarvan de stuurkolom in de borstkas van het slachtoffer is geschoten en hem vastpint in de bestuurderszetel.

## Verkeersongevallen
Vaak gebeurt het dat er na een verkeersongeval iemand bekneld komt te zitten tussen delen van de auto. De oorzaak is dan vervorming van het voertuig door het ongeval. De meest voorkomende beknelling is bij de voeten of benen maar ook kan het dashboard tegen het lichaam aangedrukt worden. Voeten kunnen onder de pedalen ingeklemd worden, benen worden vaak bij een zijwaartse botsing ingeklemd doordat de beenruimte sterk verkleind wordt. 
In sommige gevallen wordt ook van een beknelling gesproken als het slachtoffer botbreuken of rug-of nekletsel heeft
Bij rug-of nekletsel kan een wervel beschadigd of gebroken zijn. Het is dan zaak dat de wervels zo min mogelijk bewegen ten opzichte van elkaar. Over het algemeen wordt het slachtoffer dan met een wervelplank rechtstandig uit het voertuig gehaald.
Om dit mogelijk te maken moeten delen van het voertuig, zoals het dak, verwijderd worden omdat er anders onvoldoende ruimte is.

## Werkwijze
In bijna alle gevallen komt de brandweer dan ter plaatse. Bij verkeersongevallen wordt met het zogenoemde hydraulisch redgereedschap ingezet om voertuigdelen te verwijderen of te verplaatsen. Wanneer iemand onder een vrachtwagen is gekomen worden hefkussens, hydraulische rammen of dommekrachten ingezet om het voertuig op te tillen en de persoon er onderuit te halen. 
Airbags in het stuur die niet afgegaan zijn door de aanrijding zijn een gevaar voor het slachtoffer en de hulpverleners. Om te voorkomen dat een airbag schade aanricht wordt een speciale airbaghoes om het stuur gespannen.

## Gebouwen en andere objecten
Bij instorting van een gebouw, brug of bijvoorbeeld een bouwsteiger kunnen personen bekneld raken. Hierbij is vaak zwaarder materieel nodig. De brandweer in Nederland beschikt over haakarmbakken met gereedschappen en materialen voor dit soort incidenten. Ook zullen hijskranen, graafmachines en ander materieel ingezet worden om zware objecten te verplaatsen.